# Liparus tenebrioides
Liparus tenebrioides es una especie de escarabajo del género Liparus, familia Curculionidae. Fue descrita científicamente por Lomnicki en 1924.
Se distribuye por Grecia, Ucrania y Turquía. La especie se mantiene activa durante los meses de febrero, marzo, abril, mayo, junio y agosto. Mide aproximadamente 3-16 milímetros de longitud.